# Amstrad
Amstrad (acronimo di Alan Michael Sugar Trading) è una società britannica operante nell'elettronica di consumo con sede a Brentwood, nel Regno Unito.
Fondata nel 1968 da Alan Michael Sugar, oggi è controllata da Sky plc e si dedica principalmente alla produzione di decoder digitali satellitari per le aziende Sky plc e Sky Italia. Dal 1980 è iscritta al London Stock Exchange.

## Storia

### La creazione e le prime attività
Venne fondata nel 1966 da Alan Sugar all'età di 19 anni; dapprima l'attività consistette nell'importazione, rebranding e vendita di prodotti di elettronica di consumo come impianti Hi-Fi, piccole radio e televisori. I prezzi vennero mantenuti bassi grazie alla stampaggio ad iniezione su plastica, che permetteva di mantenere bassi i costi rispetto alla termoformatura sottovuoto.
Il primo prodotto ad essere realizzato dalla società fu l'amplificatore Amstrad 8000. Nel 1980 venne quotata presso la London Stock Exchange, espandendosi ulteriormente.

### Il mercato degli home computer e l'acquisizione diSinclair Research

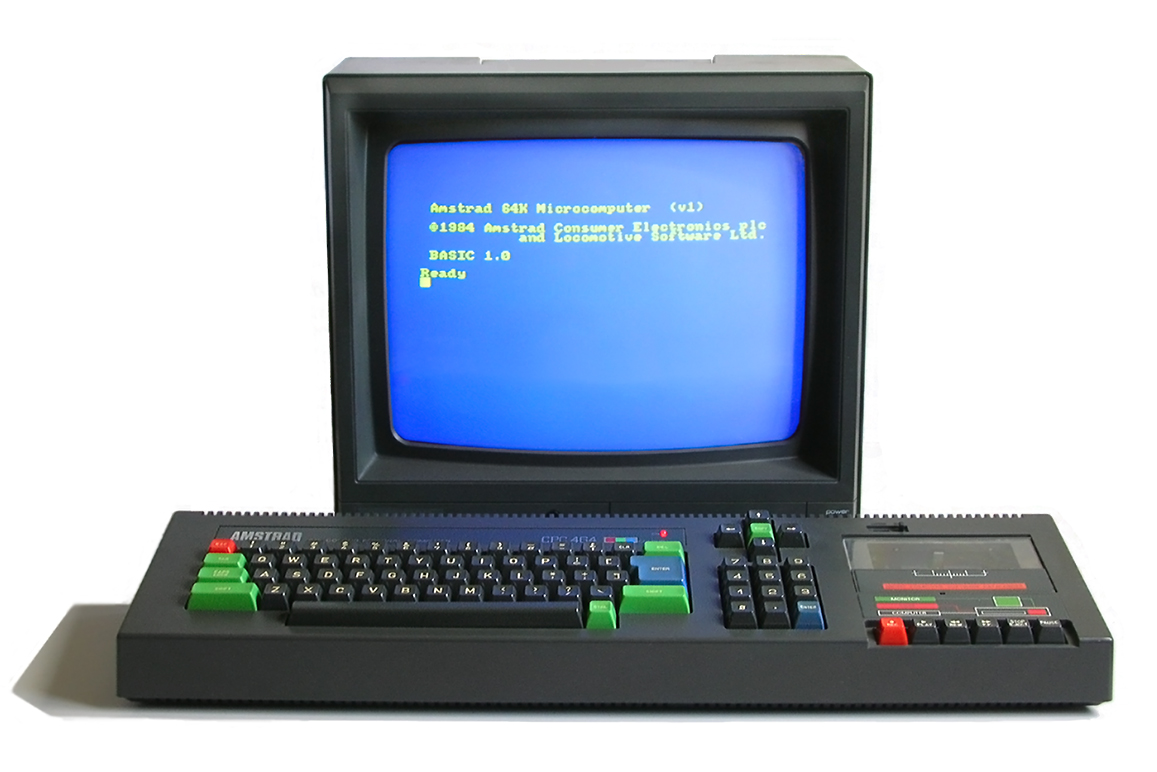
L'Amstrad CPC 464 Personal Microcomputer

Nel 1983 si è introdotta sul mercato degli home computer, creando il CPC 464, un sistema a 8 bit in grado di competere con il Commodore 64, lo ZX Spectrum, l'Atari 800 e l'Apple II. Il sistema era simile al Commodore 64 in termini di qualità grafiche, superando la limitazione dei colori a blocchi dello ZX Spectrum, contemporaneamente ed utilizzava il Locomotive BASIC derivato direttamente dal Microsoft BASIC ma potenziato con nuove funzioni grafiche e sonore.
Nel 1984 fu messo in commercio il CPC 664, equivalente al precedente ma con un floppy da 3" integrato, con capacità di 170 KB per lato. Nel 1985 Amstrad mise in commercio il CPC 6128, una versione più potente del CPC 464 in quanto dotato di 128 KB di RAM e in grado di caricare il sistema operativo CP/M fornito su floppy. Il costo limitato e lo standard delle periferiche lo fece diventare presto una grande alternativa agli allora costosissimi PC IBM, al punto che la Schneider tedesca ne produsse una linea, identica nelle funzioni, ma con porte di espansione più standard (una parallela con porta connettore standard Centronics ad esempio); il sistema in Germania ebbe talmente successo da essere utilizzato per anni nelle fabbriche (in alcune ancora oggi) come macchina di controllo processi.
Successivamente la serie CPC fu aggiornata (CPC 464+ e 6128+) modificandosi nell'estetica e in alcuni parametri di funzionalità, che però la resero parzialmente incompatibile con i sistemi della linea precedente. La nuova serie richiedeva inoltre una cartuccia da inserire prima dell'avvio del computer. Nel 1986 Amstrad acquisì la Sinclair Research Ltd in forte crisi economica e introdusse nuovi modelli di ZX Spectrum sul mercato, rendendoli esteticamente più simili ai tradizionali CPC. Il primo, lo ZX Spectrum +2, fu un notevole successo di vendita. I modelli successivi furono molto più limitati al mercato inglese ma non ebbero lo stesso successo in quanto oramai gli home computer a 8 bit venivano lentamente soppiantati da sistemi 16 bit quali Amiga e Atari ST.

### La produzione dei personal computer

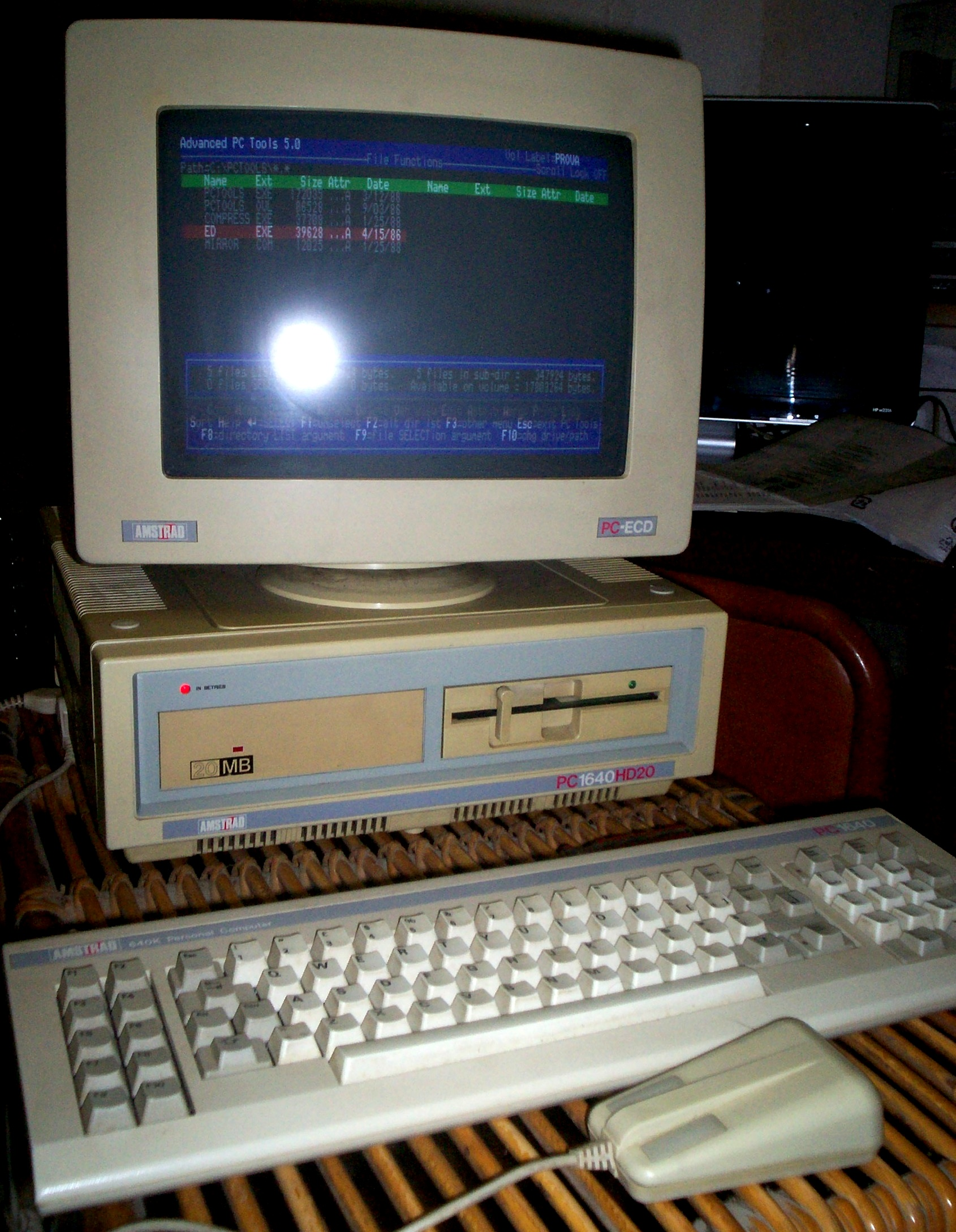
Un Amstrad PC1640 con Hard Disk: PC1640HD20

Nel 1986 aprì il suo mercato anche al mondo dei personal computer IBM compatibile, l'Amstrad PC1512. Progettato con grande cura e completamente schermato, era dotato di 512Kbytes di RAM, una CPU 8086 a 8 MHz prodotta dalla AMD, uno o due floppy da 5,25" (versione PC1512DD per Doppio Drive o PC1512SD per Singolo Drive), un monitor CGA (a colori o a fosfori bianchi) e opzionalmente un hard disk da 20Mb; costava in Italia circa un milione di lire e la politica commerciale dell'epoca che prevedeva la vendita del PC in abbinamento ad una stampante ad aghi (DMP3160, caratterizzata da testina a 9 aghi e 160 caratteri al secondo di velocità). Quasi contemporaneamente usciva anche il PC1640 con una scheda e monitor EGA a colori (Enchanced Graphic Adaptor) e 640Kbytes di RAM. Questi PC, insieme al "computer word processor" PCW 8512 (dotato di floppy disk da 3" e sistema operativo CP/M), consentirono ad Amstrad di conquistare circa il 25% del mercato nell'industria dei computer in Europa.
Tali sistemi prodotti da Amstrad non consentivano di collegare un monitor standard di altri produttori. Questo problema venne risolto nel 1988, quando fu prodotta la nuova linea di PC: con circa 2 milioni di lire si poteva acquistare il PC2086, dotato di scheda VGA Paradise (800x600) integrata e monitor standard VGA. Della stessa linea facevano parte il PC2286 (CPU 80286) e il PC2386 (CPU 80386DX), dotati di sistema MS-DOS 4.01 e Microsoft Windows 2.11; il monitor integrava anche l'alimentazione.

### Il ritorno all'elettronica di consumo
Dopo la linea 2000, il successo di Amstrad nei PC andò lentamente diminuendo, le nuove linee 3000, 4000, 5000 e 7000 non avevano grandi differenze rispetto alle precedenti se non delle piccole migliorie che li rendevano maggiormente standard. La concorrenza nel campo dei PC IBM compatibile si rivelò molto dura per la società, dell'Amstrad costringendola ad abbandonare lentamente la produzione di PC per dedicarsi all'elettronica di consumo domestica.

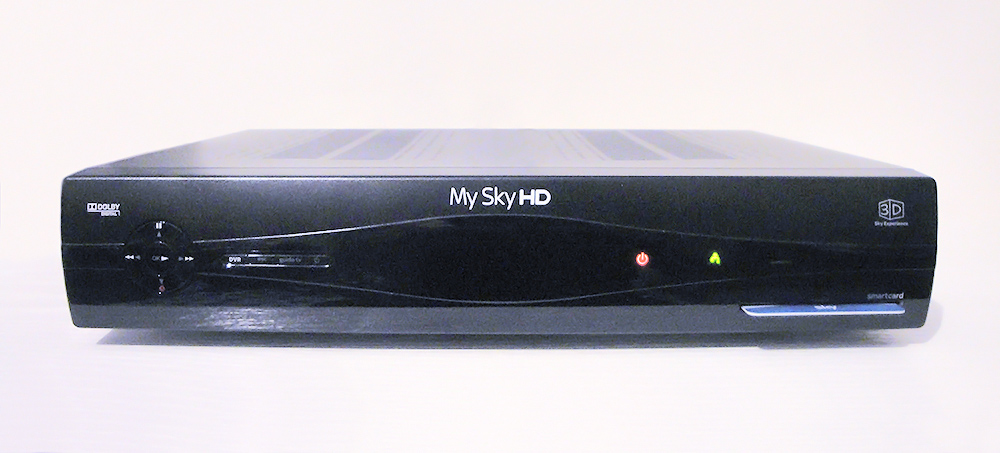
Amstrad DRX890I, decoder per Sky Italia.

Lentamente, scomparve dal mercato dei computer rimanendo solo in settori particolari quali gli impianti satellitari. L'assistenza sui computer fu passata nelle mani di aziende satelliti e il marchio scomparve dai negozi italiani ed europei.
Successivamente, Amstrad iniziò a dedicarsi a sistemi dedicati di telefonia ma principalmente sul mercato inglese, nello stesso tempo faceva però nascere Amstrad International, un'azienda parallela che poneva il suo marchio su prodotti provenienti dalla Cina. In Italia nacque, quasi contemporaneamente, Amstrad Italia, con una grande linea di prodotti di tutti i tipi, ma di fascia strettamente economica (lettori DVD, televisori, stereo portatili, lettori MP3, ventilatori, macchine per la cucina, videogiochi a 8 bit compatibili NES, cellulari): tutti prodotti in Cina, ma importati regolarmente e con una garanzia ufficiale Amstrad. Dal 2005 Amstrad Italia iniziò a produrre una linea di decoder interattivi, grazie a una convenzione con Sky Italia.

### La nuova proprietà di News Corporation
Il 1º agosto 2007 è stato comunicato l'acquisto della maggioranza delle azioni da parte del gruppo News Corporation per 125 milioni di sterline al fine di rendere Amstrad l'unico fornitore e sviluppatore tecnologico dei decoder venduti per Sky Italia e Sky plc.